# 美しき嘘 (テレビドラマ)
『美しき嘘』（うつくしきうそ）は、1963年10月16日から1964年4月1日まで日本テレビ系列で放送されたテレビドラマ。全25回。放送時間は毎週水曜21:00 - 21:30（JST）で、この枠でドラマが放送されたのは初。

## 概要
徳子、桑子、芳乃の五辻家の三人姉妹のうち、次女の桑子を中心として、夫と死別して生活苦になる中、本当の愛情を求めて生きていく様子を描いた。
ライオン歯磨・ライオン油脂（現：ライオン）の提供。なおライオンは、同年6月まで水曜12:15 - 12:40で放送された『マネましょう当てまショー』（司会：前田武彦）以来の提供で、プライムタイムでは初。

## 出演者
- 五辻桑子：小畠絹子
- 角梨枝子
- 河津清三郎
- 関千恵子
- 上田吉二郎
- 穂積隆信
- 三倉紀子
- ほか

## スタッフ
- 原作：丹羽文雄
- 主な脚本：木村重夫
- 制作：日本テレビ

## 補足
- 同時期のNTV水曜夜は本作のほか、前述の20時トヨタ枠で『娘の結婚』、本作直後の21:30枠で『女の階段』、そして22:15で、月曜22:30から移動した『愛の劇場』（TBS系列の同名昼ドラとは無関係）と、4本の女性向けドラマが編成、当時のポスターでは「水曜の夜はおんなの時間です」というキャッチコピーでこれらを宣伝していた[2]。